# JR横浜湘南シティクリエイト
株式会社JR横浜湘南シティクリエイト（ジェイアールよこはましょうなんシティクリエイト）は、神奈川県平塚市に本社を置く商業施設運営企業。東日本旅客鉄道（JR東日本）の子会社（連結子会社）。2024年4月1日に発足した。

## 概要
JR東日本グループでは、2023年時点で自ら掲げているグループ経営ビジョンの「変革2027」の中にある「ヒトを起点とした新たな価値・サービスの創造」を実践を行うため、グループの総合力の強化を図っている。
その一環として、2024年4月1日をもって、湘南ステーションビルと横浜ステーシヨンビルを合併することを、2023年12月20日に発表した。存続会社を湘南ステーションビルとして合併し、JR横浜湘南シティクリエイトが発足した。
この再編によって、神奈川地域で合併前の両社が持つ強みを融合することによって、「住んで良かった」「通って良かった」「訪れて良かった」と実感できる「沿線くらしづくり」を推進する。それに、2つの企業が統合することによるスケールメリットを活かして、沿線での既存のビジネスモデルの磨き上げを図る。また、沿線全体に拡大する事業エリアも活かして、沿線の事業者との共創によるビジネスモデルの拡張を図る。さらに、効率的な事業運営を実施することでコスト削減を進める。

## 運営施設
JR東日本の駅においてCIALやラスカなどのテナント・商業施設、駅ビルを展開している。